# Stay (canção de Hurts)
"Stay" é uma canção da dupla britanica de synthpop Hurts, presente em seu álbum de estreia Happiness. Foi lançada como o terceiro single do álbum no Reino Unido em 15 de maio de 2010. A canção faz parte da trilha sonora do filme alemão Um Pai Quase Perfeito, e foi incluída no programa de fitness BodyBalance (BodyFlow nos E.U.A./Canadá), da companhia Les Mills International, sob o titulo de Track 8 - Twists for Release 53.